# Скерішоара (печера)
Печера Скерішоара ( рум. Peștera Scărișoara  , угор. Aranyosfői-jégbarlang), є однією з найбільших крижаних печер в горах Апусень у Румунії, що розташовані  у західній частині Румунських Карпат. Вона вважається видовищною печерою та одним із семи природних чудес Румунії.   

## Історія
Вперше печера згадується в 1863 році австрійським географом Арнольдом Шмідлем, який провів деякі спостереження та склав першу карту печери, пізніше її досліджував румунський вчений і спелеолог Еміль Раковіце між 1921 і 1923 роками, який писав про неї та її походження у своїй праці 1927 року «Speologia» (Спелеологія). Крижана печера утворилася 3500 років тому, під час зледеніння, коли ці гори були вкриті снігом та льодом.  Точна дата, коли печера була вперше відкрита людьми, невідома.

## Опис

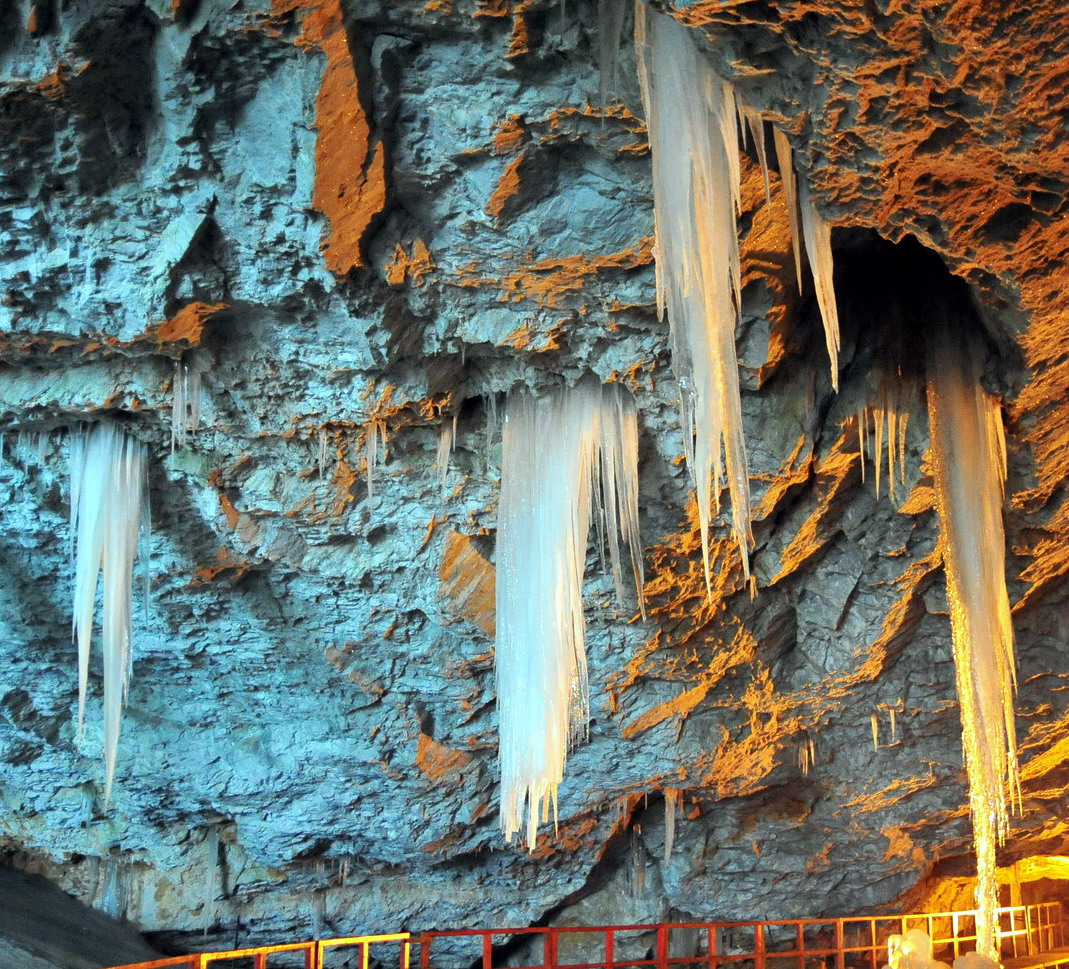
Крижані сталактити.

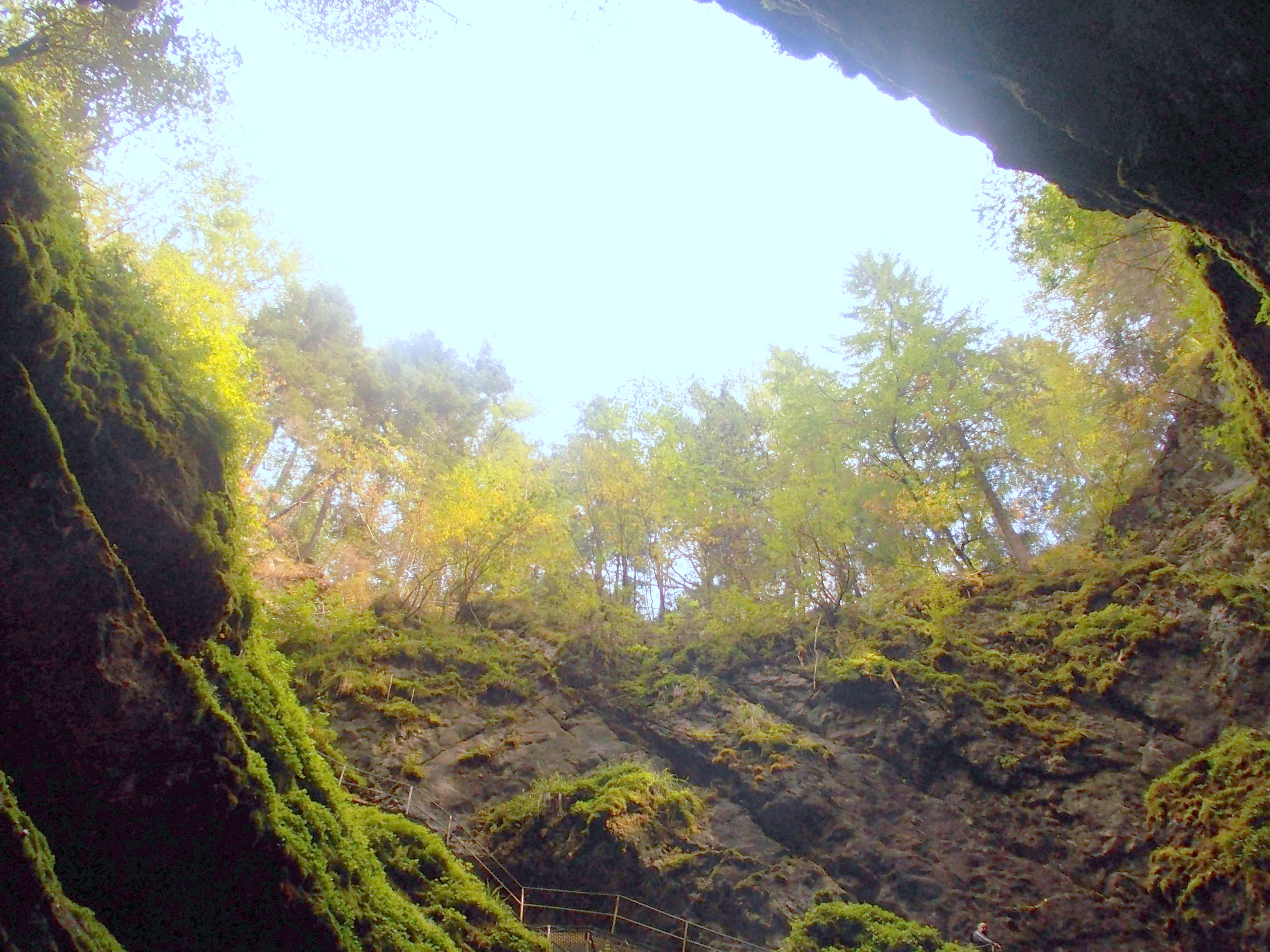
Вхід до печери.

Печера Скарішоара входить до складу карстової системи Гетар–Окоале–Добрешті та сформувалася в період зледеніння, коли навколишні гірські масиви були вкриті снігом і льодом. Особливістю її структури є наявність лише одного природного отвору у стелі, що забезпечує циркуляцію повітря між поверхнею та внутрішнім простором печери, сприяючи збереженню крижаних утворень упродовж тисячоліть.
Печера розташована на висоті приблизно  1150 м над рівнем моря. Вона має 120 м завглибшки та 720 м завдовжки. Вхідна шахта, яка становить 60 м у діаметрі та 50 м завглибшки, забезпечує доступ через металеві сходи до Великої зали, яка має приблизно 108 м завдовжки та 78 м завширшки. Велика зала включає крижану скелю заввишки майже 18 м, з якої відкривається вид на басейн під назвою Крижаний басейн.
З Великої зали проходи ведуть до кількох інших кімнат: Церкви, в якій представлено понад 100 крижаних сталагмітів, що нагадують силуети святих, запалених свічок і навіть Діви Марії. Великий заповідник, галерея Комана ліворуч і Малий заповідник праворуч.
Обсяг льоду в печері оцінюється в 75000 кубічних метрів, а в деяких місцях його товщина може сягати 20 м. Температура до +1 °C влітку та до -7 °C взимку. У частині для туристів середня температура близько 0 °С. У крижаній печері живуть кажани, а також дрібні комахи (2–3 мм завдовжки), що називаються Pholeuon prozerpinae glaciale. У залі під назвою Великий заповідник було виявлено скелет рупікапри.
Форма крижаної брили постійно зазнає змін унаслідок сезонних коливань температури: у теплу пору року кількасантиметровий шар тане біля основи льодовика, натомість узимку він відновлюється завдяки утворенню нового шару на його поверхні. Попри те, що льодовикове утворення існує понад 3000 років, воно перебуває в постійному процесі трансформації, змінюючи свій вигляд і формуючи нові вражаючі структури кожні кілька місяців.

Дослідник Аурел Першою з Інституту спелеології імені Еміля Раковіце в Клуж-Напоці каже: 
«В останні роки він тане прискореними темпами. У нас є попередні дані, які свідчать про те, що йому може бути до 13 000 років, і показують, що принаймні за останні 10 000 років цілком можливо, що не було такого вираженого періоду танення, як нинішній. Принаймні за останні три-чотири роки ми спостерігали танення льоду, що є безпрецедентним з моменту проведення вимірювань, з 1921 року. Розтануло більше льоду, ніж за останні 40 років, і дані показують, що цей процес посилиться в найближчі роки »

## Доступ
Частина печери, відкрита для туристів, включає вхідну шахту, Велику залу та Церкву. Доступ до інших камер зарезервовано для наукових досліджень за згодою Спеологічного інституту Клуж-Напоки.

## Зовнішні посилання
- Печера Scărișoara - Romanian Monasteries.org